# Русенквист, Густав
Густав Русенквист (швед. Gustaf Rosenquist; 10 сентября 1887, Йёнчёпинг — 22 декабря 1961, Вестерос) — шведский гимнаст, чемпион летних Олимпийских игр 1908.
На Играх 1908 в Лондоне Русенквист участвовал только в командном первенстве, в котором его сборная заняла первое место.